# رودوسودوموناس پالوستریس
رودوسودوموناس پالوستریس (نام علمی: Rhodopseudomonas palustris) نام یک گونه از رده آلفاپروتئوباکتریا است که بسته به شرایط، می‌تواند هر یک از چهار نوع متابولیسم شناخته شده (فوتوآتوتروف، فوتوهتروتروف، کموآتوتروف و کموهتروتروف) را برای رشد برگزیند.